# Július Kozma
Július Kozma (* 1. Juni 1929 in Bratislava; † 26. November 2009) war ein tschechoslowakischer Schachspieler.
Die tschechoslowakische Einzelmeisterschaft konnte er 1967 in Bratislava gewinnen. Er spielte bei zwei Schacholympiaden: 1958 und 1960. Außerdem nahm er dreimal an der Europäischen Mannschaftsmeisterschaft (1957, 1961 und 1970) teil.
Im Jahre 1957 wurde ihm der Titel Internationaler Meister (IM) verliehen.